# 中央 (総社市)
中央（ちゅうおう）は、岡山県総社市にある町丁である。1丁目〜6丁目まである。同市役所所在地（1丁目）。旧総社市の市役所所在地でもあった。なお当頁では、関連の深い町丁である駅前（えきまえ）もあわせて記述する。駅前は1〜2丁目がある。
郵便番号は、中央が〒719-1131（総社郵便局管区）、駅前が〒719-1136（総社郵便局管区）。

## 概要
総社市の中心市街の大部分にあたり、同市の市役所他、公的機関や企業が集積する地区。もとは北側の吉備郡総社町域と南側の都窪郡常盤村域に分かれ、旧町村境界・郡境界域をまたいで存在する町丁である。完全に平地となっており、起伏部はほぼ無いが、かつての旧高梁川東分流（後述）の自然堤防の名残として、ごくわずかに微高地が残る。また、当地内を十二箇郷用水から分かれた用水路が複数流れている。
西に駅前、その東に中央があり、駅前の西端を南北に鉄道が走り、総社駅がある。総社駅から東方へ市役所通りが延び、当地の骨格をなす道路となっている。また、総社駅からは北東方向にかつての中心市街であった総社商店街通りも延びている。
旧総社市施行後に新市役所を設置するにあたり、総社駅（旧西総社駅）東方にあたる、かつての両境界周辺に役所を設置し、周辺を区画整理し市街化した。かつての総社の中心は現在の総社商店街周辺・備中国総社宮近辺であり、常盤の中心は三輪の現在の総社市立常盤小学校周辺や真壁中部あたりで、両境界一帯は人家がまばらで農地が広がっている状態であった。
その後、新市街の総社駅東側部分を「駅前」、そのさらに東側にある、それ以外の区域を「中央」として新たに区分し、それぞれ丁目を設定した。後年に南側に区画整理が広がり、さらにその範囲を拡大し、丁目設定が増加した。なお、中央および駅前の町丁は、旧吉備郡総社町側の大字となる総社・井手・門田、旧都窪郡常盤村側の大字となる真壁・溝口からそれぞれ分離して設置された。
現在の中央2丁目と駅前1丁目、および中央1・3・4丁目と駅前2丁目の各北部が旧吉備郡総社町側、中央5・6丁目、および1・3・4丁目と駅前2丁目の各南部が旧都窪郡常盤村側となる。
小学校や中学校の学区は、現在の町丁区分をおおむね基準にして新たに定められているが、町内会の区域などは旧大字区分のままとなっている。
平成17年３月22日、旧総社市・都窪郡山手村・清音村が合併、新たな総社市を新設。旧総社市役所が、新総社市の市役所として継承された。

## 歴史
前述の通り、当地は旧吉備郡総社町と旧都窪郡常盤村の旧境界を跨ぐ地域である。明治期の郡統合以前は、旧総社町にあたる区域は賀陽郡、旧常盤村にあたる区域は窪屋郡であった。これは古代の郡においても同様である。つまり、当地は賀陽・窪屋両郡の境界を跨ぐ地域でもある。
古い時代に高梁川は、現在の総社市井尻野湛井あたりで東側へ分流しており、その東分流のひとつが賀陽・窪屋の郡境になっていたとされる。そのため、当地を高梁川の旧東分流のひとつが流れていた。その後の時代において、正確な時期は不詳なものの東分流が廃川となり、農地に変わった。中世前期から妹尾兼康により十二箇郷用水が整備され、後の時代に数度の改良や整備が行われたが、その中で高梁川の東分流が衰退していき、農地が開発されていったと推定される。
古代において、当地の内の旧総社町側の区域は賀陽郡八部郷、旧常盤村側の区域は窪屋郡真壁郷の一部であった。

## 地勢
- 十二箇郷用水分水路

## 主要施設

### 中央
公的施設
- 総社市役所 - 1丁目
  - 総社市総合福祉センター
- 総社市立図書館 - 3丁目
- 総社市総合文化センター - 3丁目
  - 総社市勤労青少年ホーム
- 総社ふれあいセンター - 6丁目
- ハローワーク総社 - 3丁目
- 富江汚水中継ポンプ場 - 4丁目

教育施設
- 総社市立総社南幼稚園 - 3丁目

医療・福祉施設
- たんぽぽ保育園 - 6丁目
- きび皮膚科形成外科クリニック - 2丁目
- 藤井整形外科病院 - 2丁目
- こうら整形外科 - 6丁目
- 福田泌尿器科 - 2丁目
- 寺島耳鼻咽喉科 - 2丁目
- 薬師寺医院 - 1丁目
- 吉備歯科医師会 - 6丁目
- たなか耳鼻咽喉科 - 3丁目
- 角田医院 - 3丁目
- グループホーム総社中央 - 5丁目
- ことりの里吉備 - 6丁目

金融機関
- 百十四銀行 - 1丁目
- 吉備信用金庫本店 - 2丁目
- 日本生命 - 2丁目
- ジブラルタ生命 - 1丁目
- 第一生命 - 2丁目

一般企業・商店
- 総社商工会館（商工会議所） - 6丁目
- 総社民主商工会 - 2丁目
- 中鉄観光交通 - 1丁目
- 総社花萬 - 2丁目
- ヤマト運輸 - 3丁目
- おかやまコープ総社センター - 5丁目
- スーパードラッグひまわり - 6丁目
- ミサワホーム - 6丁目
- ヤマダデンキ - 5丁目
- ザグザグ - 5丁目
- セリア - 5丁目
- 西松屋 - 3丁目
- プラザ（マツサカチェーン） - 3丁目

神社仏閣・その他宗教施設
- 極楽寺 - 4丁目
- 大光坊 - 4丁目
- 世界救世教いづめの教団 - 2丁目
- 金光教総社教会 - 4丁目
  - 同別館
- 天理教南総社分教会
- 創価学会 - 5丁目

公園施設
- 石原公園 - 1丁目
- 昔公園 - 4丁目

他公園数ヶ所
他
- 岡山県営住宅 - 1丁目
- 総社団地 - 1丁目
- 日本共産党西部地区委員会 - 6丁目

### 駅前
交通施設
- JR伯備線 - 1〜2丁目
- 同吉備線 - 1丁目
- 井原鉄道井原線 - 1〜2丁目
  - 総社駅 - 1〜2丁目（主要部は1丁目）

## 交通
道路
- 岡山県道272号
- 岡山県道421号
- 岡山県道469号
- 宮前筋
- 元町筋
- 中央文化筋
- 門田三輪筋
- 市役所通り
- 常盤通り
- 商店街通り
- 商工会議所通り

鉄道
- JR伯備線 - 駅前1〜2丁目
- 同吉備線 - 駅前1丁目
- 井原鉄道井原線 - 駅前1〜2丁目
  - 総社駅 - 駅前1〜2丁目（主要部は1丁目）